# Ecballium elaterium
Concombre d'âne
Genre
Espèce
Classification phylogénétique
Le concombre d'âne,  ou cornichon d’âne (Ecballium elaterium (L.) A. Rich., 1824), est une espèce de plantes à fleurs du genre monotypique Ecballium de la famille des Cucurbitacées. Ce sont des plantes herbacées vivaces dont l'aire d’origine se trouve dans le pourtour méditerranéen. Assez commune en Europe méditerranéenne, elle est caractérisée par ses fruits explosifs.
Dans l’Antiquité gréco-romaine, cette plante était utilisée comme plante médicinale. En raison de ses composants phytochimiques (comme des cucurbitacines, des flavonoïdes, des polyphénols et des coumarines), elle a un large potentiel d’actions pharmacologiques. Mais c’est aussi une plante si toxique que son emploi nécessite un dosage très précis, difficile à maitriser en médecine populaire. Les accidents graves trop nombreux ont conduit les phytothérapeutes européens à abandonner son usage.

## Nomenclature et étymologie
L’espèce a d’abord été décrite et nommée Momordica elaterium, par Linné en 1753 dans Species Plantarum 2: 1010. Linné a pu observer cette espèce dans le jardin botanique de l’Université d’Uppsala ; comme il indique dans sa description en notant Hort. ups. signifiant Hortus Upsaliensis « jardin d'Upsala ».
En 1824, le médecin et botaniste Achille Richard (1794-1852) transfère l’espèce du genre Momordica dans le genre Ecballium ce qui donne le nouveau nom Ecballium elaterium (L.) A. Rich. Ce nouveau genre a été proposé par Richard pour distinguer les espèces dont « les graines sortent avec rapidité par le trou formé par la base du pédoncule, au moment où il s’en détache ».
Le nom de genre Momordica donné par Linné et le nom vernaculaire de momordique proviendraient du verbe     latin mordĕō, mŏmordī, morsum, ēre, « mordre » car les graines du fruit sont rugueuses et comme mordillées.
Le nom de genre Ecballium est un nom de latin botanique emprunté au grec ancien ἐκβάλλω / ekballô, « lancer en dehors », en référence au mode de dissémination des graines par autochorie (graines projetées en dehors du fruit à maturité).
L’épithète spécifique elaterium est également un nom de latin botanique emprunté au grec ἐλατήριον / ēlátērion (Théophraste, Histoire des plantes, IX, 9, 4-5), nom de la plante et du purgatif préparé avec le suc du fruit du concombre d’âne.

## Noms vernaculaires
Cette espèce possède plusieurs noms vernaculaires : concombre d'âne, cornichon d'âne, cornichon sauteur, concombre du diable, concombre explosif, concombre sauvage, momordique, ecbalie. 
Ces appellations se retrouvent dans les autres langues européenne et en arabe:
 en allemand: Spritzgurke, en anglais: squirting cucumber, en espagnol: pepinillo del diablo, en italien: Cocomero asinino.
Au XIIIe siècle, le médecin arabo-andalou Ibn al-Baytār l'appelait Qittsá l-himár (concombre des ânes), Elaterium.

## Synonymes
Selon WFO, le nom valide Ecballium elaterium a pour synonymes :
- Bryonia elaterium E.H.L.Krause
- Cucumis agrestis Rchb.
- Ecballium agreste Rchb.
- Ecballium officinale T.Nees
- Ecballium officinarum Rich. ex M.Roem.
- Ecballium purgans Schrad.
- Elaterium cordifolium Moench
- Momordica aspera Lam.
- Momordica ecirrhata Stokes
- Momordica elastica Salisb.
- Momordica elaterium L.
- Momordica officinarum-elaterium Crantz

## Description et caractéristiques
Cette plante est, avec la bryone dioïque, l'une des rares Cucurbitacées spontanées en Europe.
Elle possède des racines allongées et robustes. C’est une plante rampante et grimpante avec des tiges pubescentes atteignant 1,50 m de longueur, scabre.
Les feuilles possèdent un long pétiole de 5 à 15 cm, et un limbe ovale-oblong ou hasté, de 8–20 cm de long sur 6–15 cm de large, scabre, dessous blanc pubescent, dessus blanc soyeux, bord sinueux ou légèrement divisé, apex légèrement obtus ; sinus semi-circulaire, parfois tronqué.
Espèce monoïque, avec des fleurs mâles et femelles sur le même pied. Les fleurs sont jaunes typiques des cucurbitacées, de 2 centimètres de diamètre, avec 5 pétales soudés. Les fleurs mâles poussent en grappe de 1-2 à 8 fleurs, avec un pédoncule densément pubescent et soyeux jaune-brun. Les fleurs femelles, solitaires, sont au bout d’un pédoncule d'abord dressé puis fortement     recourbé à l’apex de sorte que le fruit mûr soit pendant.
Le fruit est  une baie, oblongue ou ovoïde-oblongue, de 4–5 cm de     long sur 1,5–2,5 cm de diamètre, scabre, hispide jaune-brun, les deux extrémités obtuses ; le fruit est disposé sur un pédoncule charnu et rigide recourbé en crochet. Graines d’env. 4 mm.
L’espèce est remarquable par le mode autochore de dispersion de ses graines. Le fruit est littéralement « sous pression » (6 bars, soit nettement plus qu'un pneu de voiture qui va de 1,8 à 3 bars), de telle sorte que l'ouverture provoquée par le détachement du fragile pédoncule provoque une     puissante explosion qui permet la projection des graines à plusieurs mètres. Quand le fruit est mûr, il suffit de faire un petit choc avec une baguette sur le pédoncule pour provoquer son explosion. Certaines sources donnent     les valeurs suivantes : projection jusqu'à 12 mètres, à une vitesse de 10 mètres par seconde. Ce phénomène est     un exemple de mouvement végétal rapide.
La plante, particulièrement son fruit, est toxique car contenant des cucurbitacines. La pulpe de son fruit est un purgatif violent et le jus qui s'en échappe est irritant pour la peau.

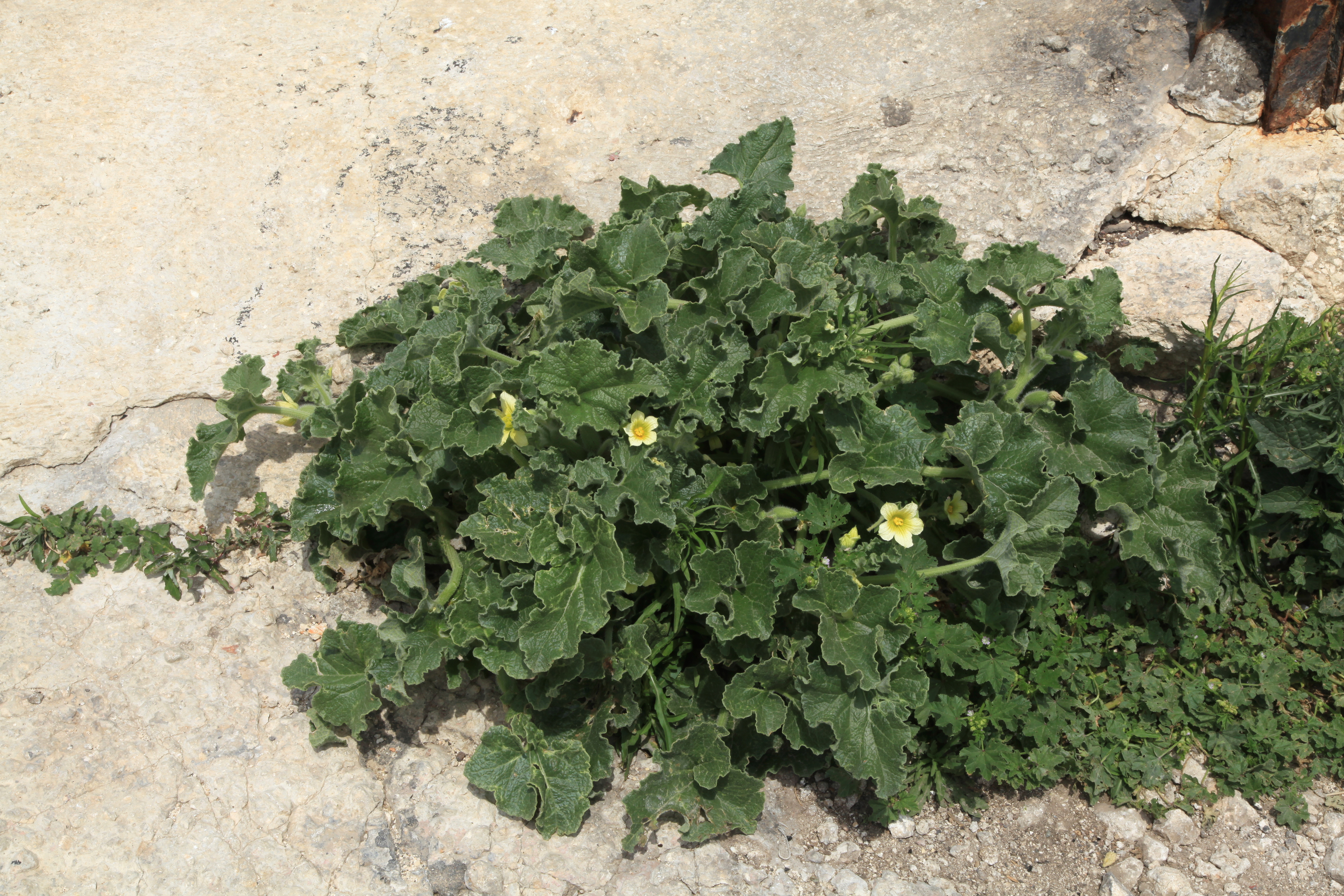
Plante rampante.
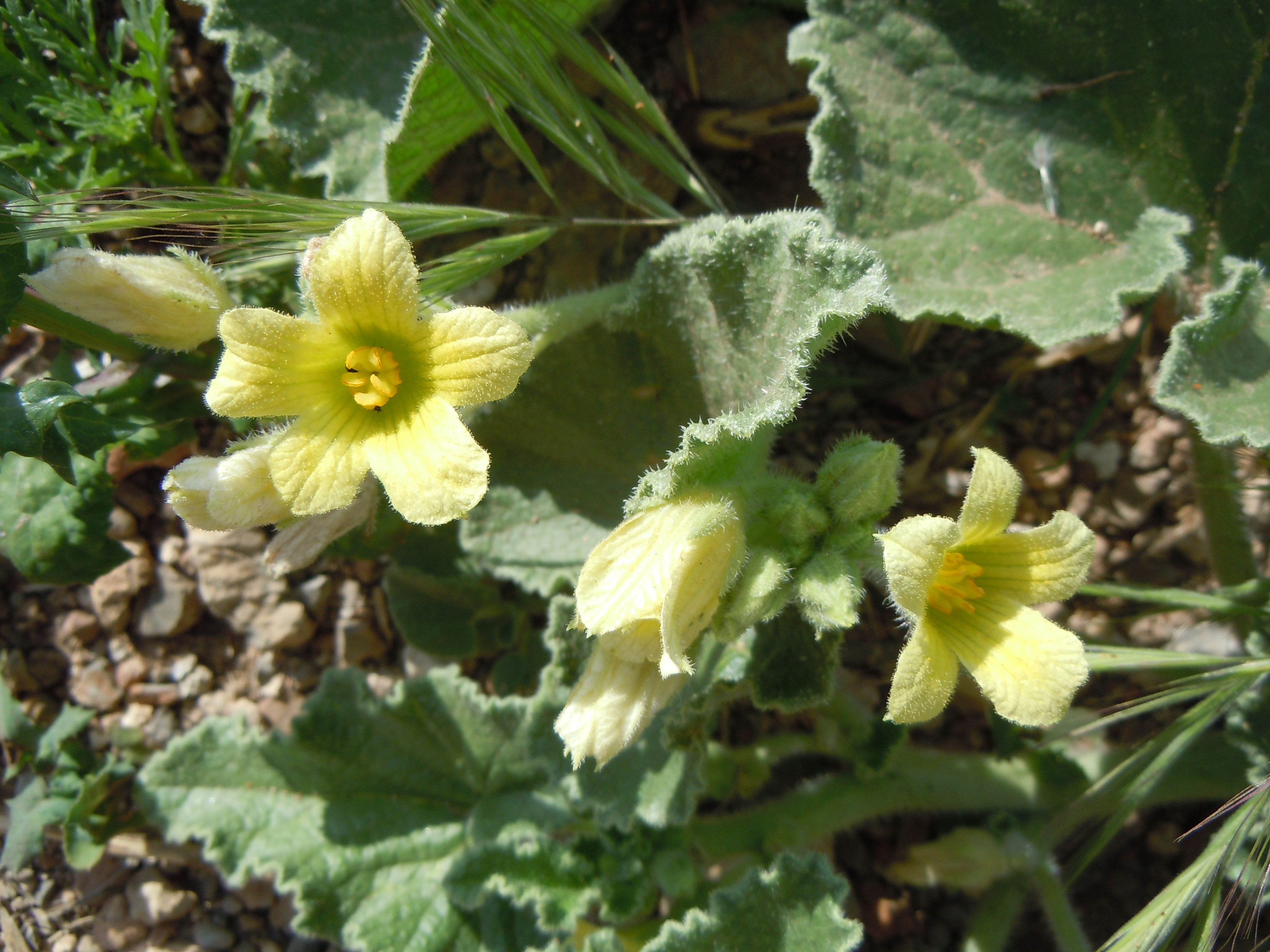
Feuilles et grappes de fleurs mâles.
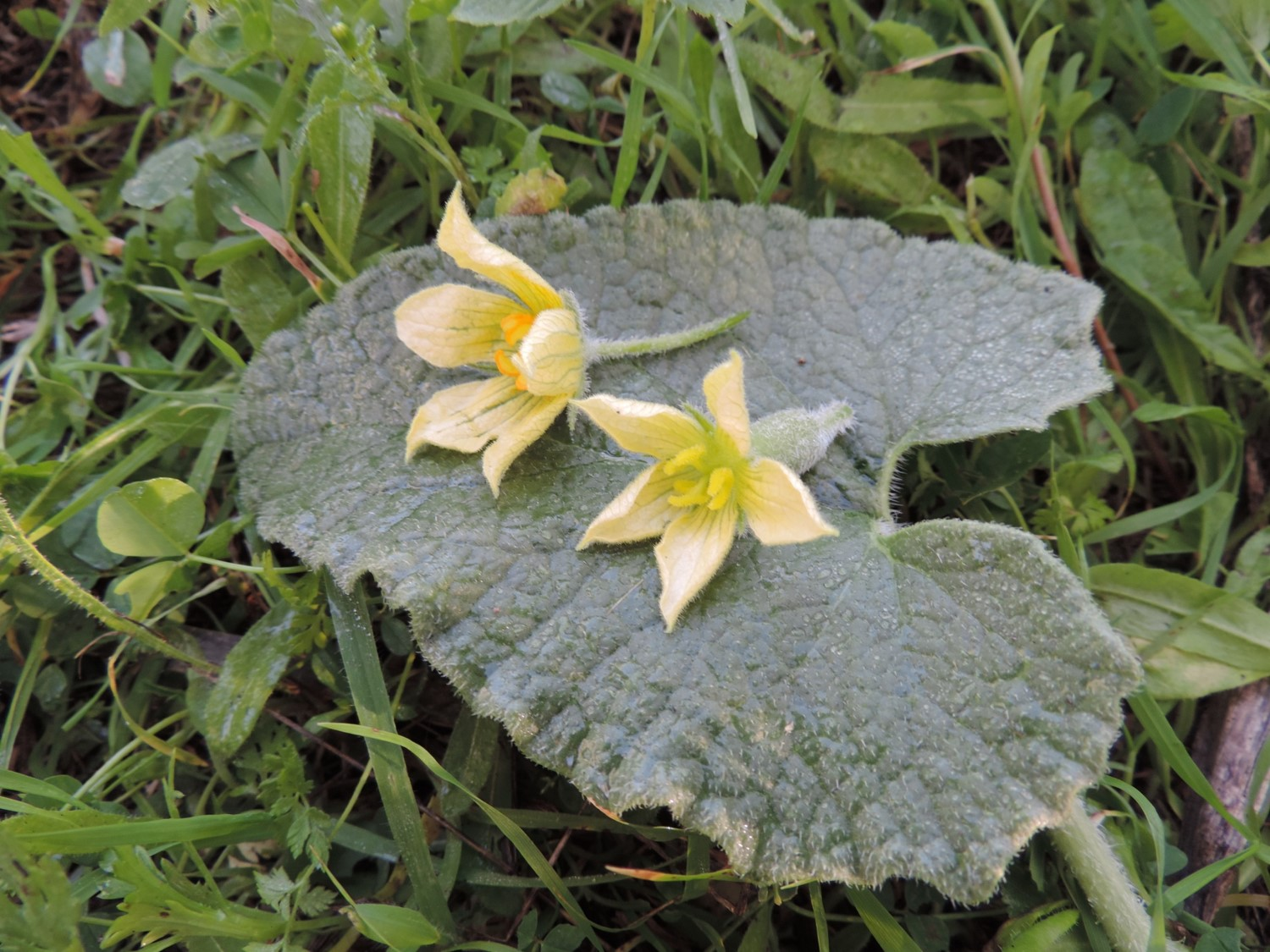
Fleurs mâle et femelle (ovaire infère bien visible).
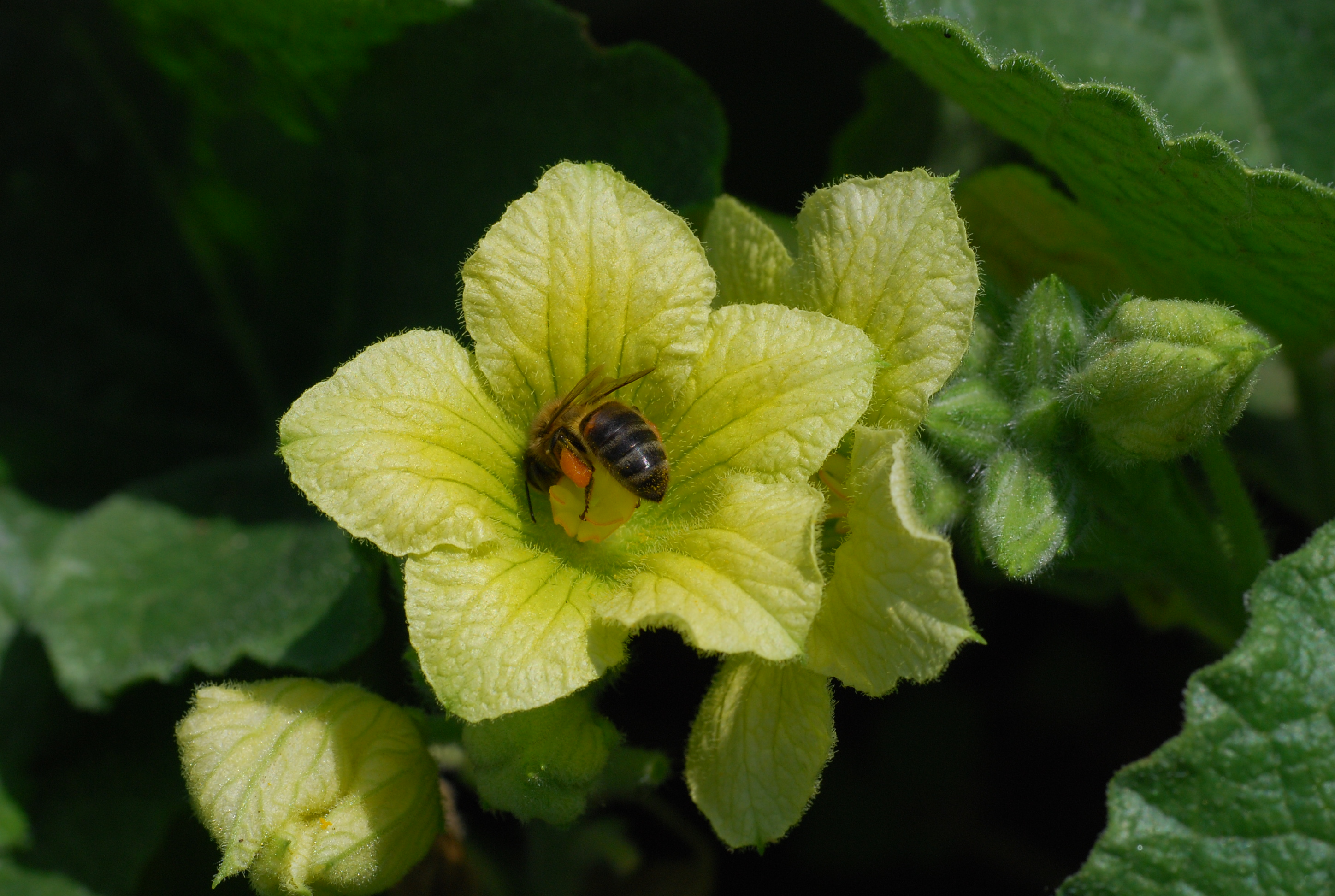
Fleur mâle visitée par une abeille.
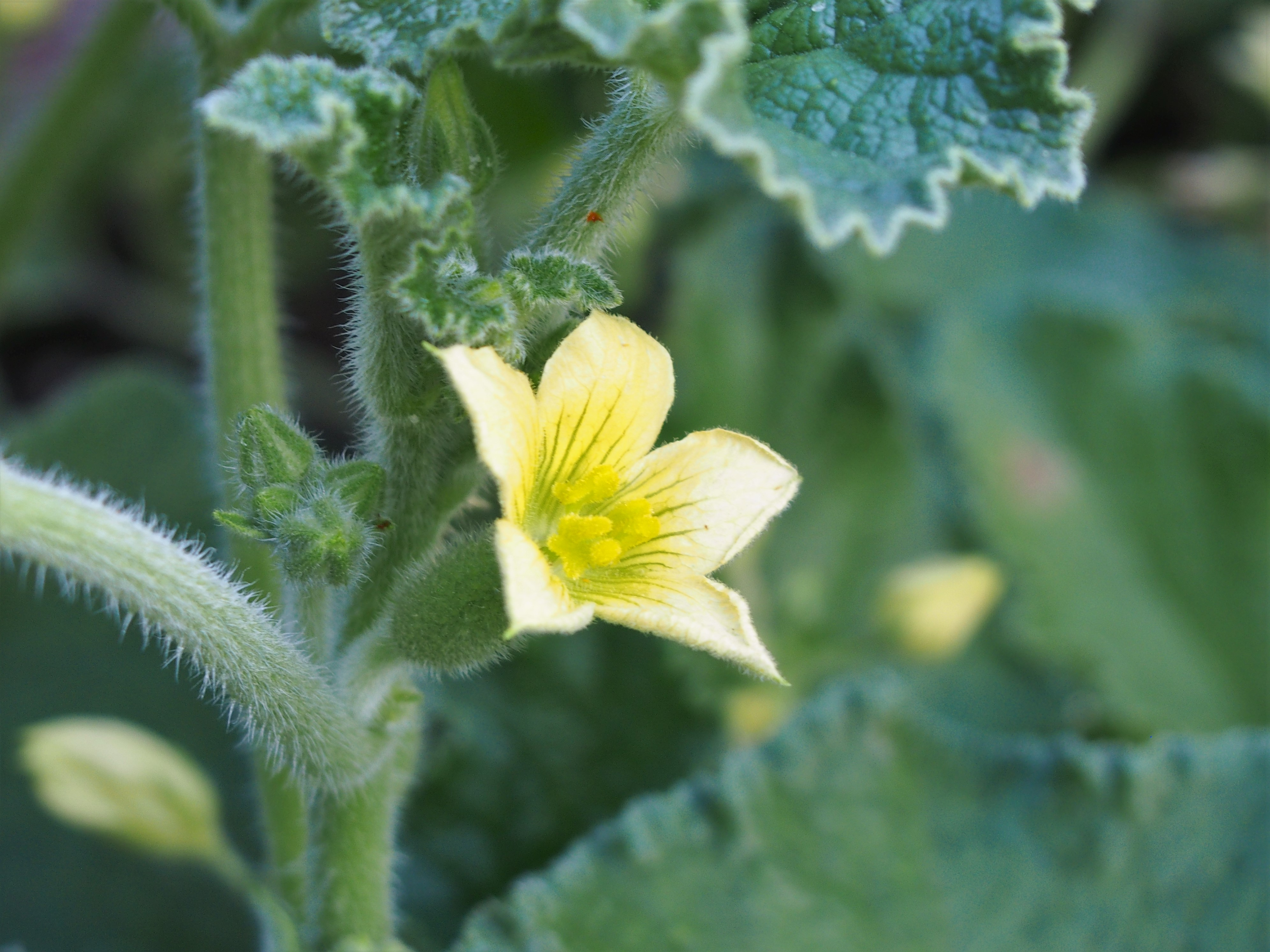
Fleur femelle solitaire.
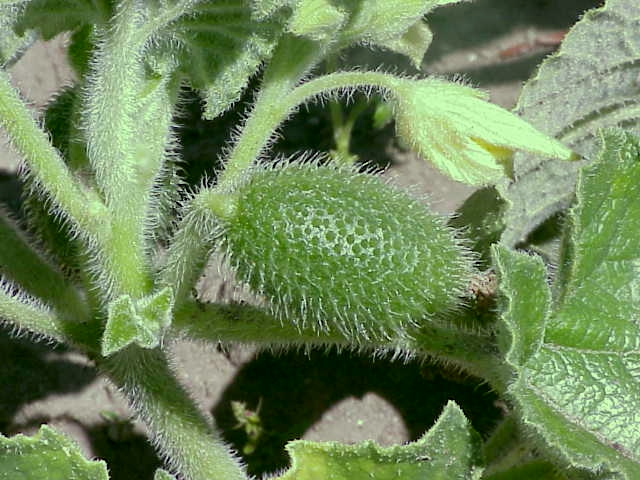
Fruit sur pédoncule recourbé.
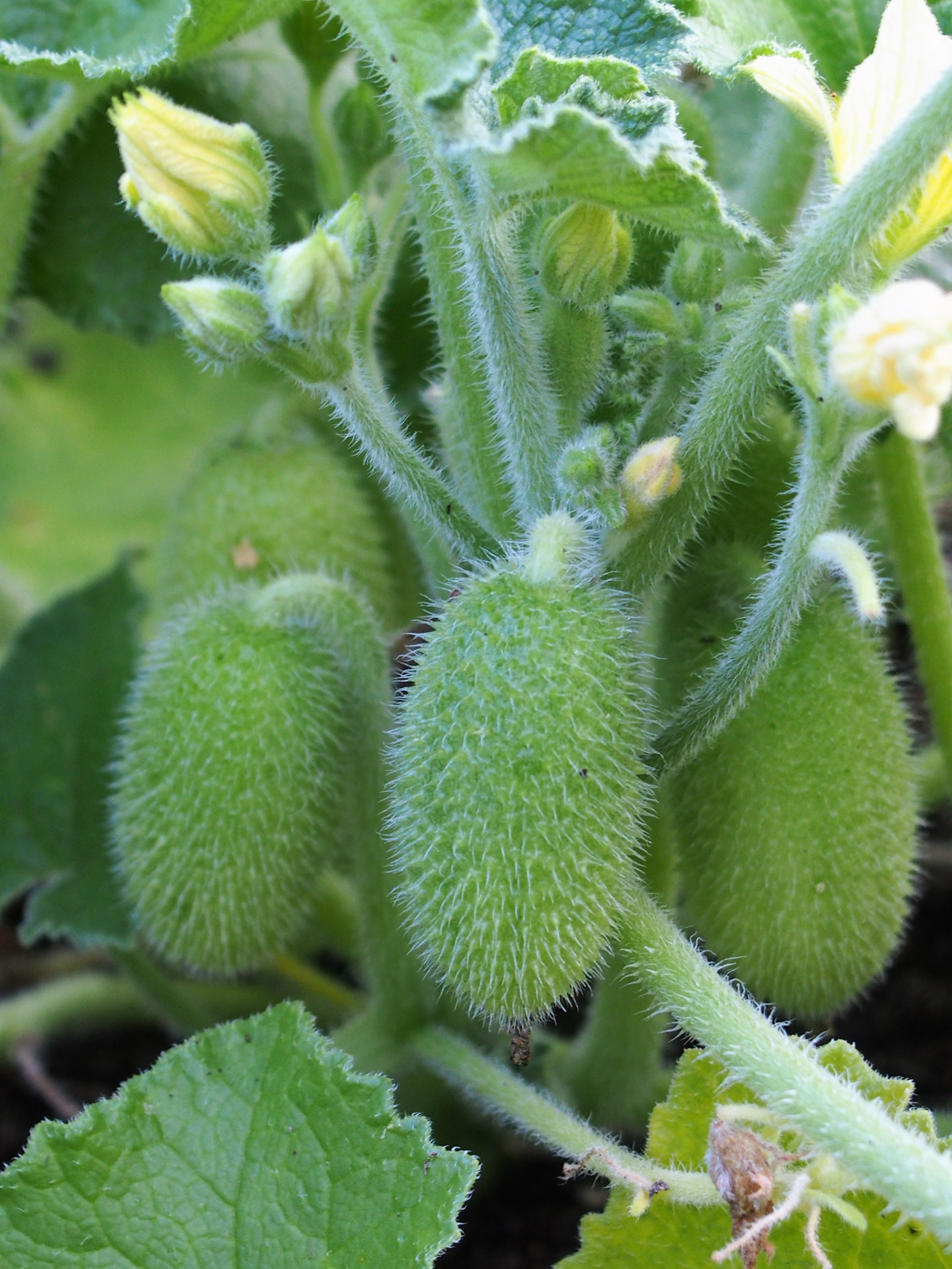
Fruits pendants.

## Distribution et habitat
Selon POWO, l'aire de répartition naturelle (d’origine) de cette espèce est les îles Canaries, le pourtour de la Méditerranée et dans la direction du sud de la Russie européenne et le nord de l’Iran soit :
 Espagne, Portugal, France, Italie, (ex)Yougoslavie, Albanie, Bulgarie, Grèce, Turquie, Liban, Syrie, Israël, Libye, Tunisie, Maroc ainsi que Ukraine, Caucase du Nord, Transcaucasie, Russie du Sud.
Elle a été introduite et s’est naturalisée en Alabama, Açores, Tchécoslovaquie, Grande-Bretagne, Hongrie, Kazakhstan, Nouvelle-Galles du     Sud, New York, Nouvelle-Zélande Nord, Pennsylvanie, Queensland, Australie-Méridionale, Tadjikistan, Tasmanie, Ouzbékistan, Xinjiang.
On trouve cette plante dans les terrains secs, comme des friches, bords de chemin ou décharges, dans des sols riches et ensoleillés. En France, on la trouve principalement dans le bassin méditerranéen.

## Résumé
- Organes reproducteurs
  - Couleur dominante des fleurs : jaune
  - Période de floraison : juin-octobre
  - Inflorescence : cyme unipare hélicoïde
  - Sexualité : monoïque
  - Pollinisation : entomogame
- Graine
  - Fruit : baie
  - Dissémination : autochore
- Habitat et répartition
  - Habitat type : friches vivaces xérophiles européennes
  - Aire de répartition : méditerranéen(eury)

## Liste des sous-espèces
Selon Tropicos (20 mai 2015) et NCBI (20     mai 2015) :
- sous-espèce Ecballium elaterium subsp.     dioicum  (Batt.) Costich
- sous-espèce Ecballium elaterium subsp.     elaterium

## Utilisation

### Histoire de l’utilisation médicinale
Dans l’Antiquité gréco-romaine, les médecins et pharmakopolès connaissaient parfaitement cette espèce et en proposaient diverses usages.
Au premier siècle, le médecin et pharmacologue grec Dioscoride consacre une longue notice au σικυς άγριος / sikys agrios, l’Ecballium elaterium (Materia medica, IV, 150). En usage externe, il indique que « le jus des feuilles est recommandé, instillé dans les oreilles en cas de maux d’oreilles. La racine, en emplâtre avec du gruau d'orge, disperse toutes les vieilles indurations, brise les tumeurs lorsqu'elle est appliquée avec de la résine de térébinthe... » (MM, IV, 150). En usage interne, connaissant la toxicité du jus du fruit, il recommande divers procédés pour le diluer et amoindrir ses effets. En médecine grecque, les remèdes visent avant tout à évacuer les humeurs mauvaises par le haut (vomitif, expectorants) ou par le bas (purgatifs, diurétiques), il va donc utiliser les propriétés purgatives pour « activer une purge par le haut et par le bas, en expulsant le phlegme et la bile. C’est un excellent purgatif pour les personnes qui souffrent de dypsnée ... ».
À la même époque à Rome, l’écrivain naturaliste Pline, traite du même remède sous le nom d’elaterium (terme aussi employé par Dioscoride). Il indique dans Hist. Nat., XX, 8: « Pour purger le ventre d’un côté comme de l’autre, la dose est proportionnelle aux force du patient, d’une demi-obole à une obole entière ; en trop grande quantité, il provoque la mort ». C’est pourquoi l’elaterium « commence à être bon au bout de trois ans. Si l’on veut s’en servir plus tôt, on adoucira les pastilles avec du vinaigre, à feu lent, dans un pot de terre neuf. Il est d’autant meilleur qu’il est plus vieux ; on en a déjà conservé deux cents ans, comme le rapporte Théophraste » (HN, XX, 5).
Le manuel de Dioscoride, considéré comme un manuel de référence dans la domaine de la pharmacologie, se propagea tout au long du Moyen Âge et se transmit à travers des traductions en latin,  syriaque, arabe, persan et langues européennes.
Quand les développements des sciences biologiques et de la chimie ouvrirent un nouveau paradigme de l'évaluation des remèdes, l'objet de la recherche passa de la matière médicale aux principes actifs, de l'écorce de quinquina à la quinine, du pavot à la morphine, de l'écorce de saule à l'acide salicylique etc. Les plantes médicinales laissèrent progressivement la place à des remèdes chimiques aux doses parfaitement contrôlées. 
En Europe occidentale, la médecine gréco-romaine traditionnelle fut laminée par le développement de la chimie et de la biologie. Elle survécut pauvrement sous la forme de diverses médecines par les plantes, médecines douces, phytothérapie, etc.
Dans le Califat islamique (ou Empira arabo-musulman du VIIe au XIIIe siècle), la botanique et la pharmacologie trouvèrent leurs sources dans le savoir gréco-romain. Les Causes des Plantes de Théophraste fut traduite en arabe par Ibn al-Nadī dès la seconde moitié du IIIe/IXe siècle. La Matière médicale de Dioscoride reçut sa première traduction en arabe à la même époque.
Au VIIe/XIIIe, le médecin arabo-andalou Ibn al-Baytār fournit la somme des connaissances pharmacologiques de son époque, se fondant sur Dioscoride et Galien et le Livre des simples d’al-Ghāfiqi, dans son Dictionnaire des remèdes et aliments simples. Dans le volume 3, il fournit la notice 1740 bien documentée, intitulée Qittsá l-himár (concombre des ânes), Elaterium, qui est disponible dans une traduction en français,.
Le concombre d’âne, abandonné depuis longtemps par l’allopathie[Quoi ?] et la phytothérapie européenne en raison de sa toxicité, « demeura cependant très utilisé en médecine traditionnelle dans les pays du Sud de la Méditerranée » (Hammiche et al, 2013).
Le suc du fruit frais est, en général, administré par voie nasale. Cette pratique avait été décrite par Dioscoride mais est extrêmement dangereuse comme l’atteste l’analyse de cas graves d’œdème des voies respiratoires supérieures et de nécrose de la muqueuse nasale rencontrés en toxicologie clinique après une administration de sa forme non diluée. Un cas de décès, par arrêt cardiaque, d’une patiente qui se soignait par instillation, pour une sinusite, a été même rapporté.
Selon Hammiche et al, 2013, le concombre d’âne:  « Au Maghreb, il est recommandé pour traiter l’ictère (jaunisse). L’instillation de 2-3 gouttes dans chaque narine entraîne un écoulement jaunâtre important chez les ictériques, ce qui fait conclure à une excrétion de sels et de pigments biliaires, donnant l’impression d’un « déjaunissement ». En Turquie, il soigne les sinusites ; au Maroc, la pulpe de deux fruits per os [par voie buccale] et l’application vaginale d’un fruit frais passent pour abortif. En Algérie, son action diurétique est parfois utilisée pour traiter les œdèmes avec oligurie et les excès de poids mais on lui préfère le décocté de racine. Il est couramment employé pour traiter l’ictère et comme abortif » (Plantes toxiques à usage médicinal du pourtour méditerranéen).

### Études pharmacologiques
Ecballium elaterium contient des cucurbitacines, des flavonoïdes, des polyphénols et     des coumarines qui sont reconnues posséder un large     éventail de propriétés pharmacologiques telles que des activités antimicrobiennes, antioxydantes, anticancéreuses et anti-inflammatoires (Arslan et al, 2016). Depuis l’Antiquité, il est utilisé comme plante médicinale pour le jus de son fruit en raison de ses effets cathartiques. Il a été rapporté qu'il provoque un œdème des voies respiratoires supérieures, en particulier après l'administration de sa forme non diluée. Le suc du fruit contient un glucoside qui se transforme par fermentation en élatérine à l’action purgative très violente.
De nombreuses études ont été consacrées aux propriétés pharmacologiques d’Ecballium     elaterium.
1) Propriétés anti-inflammatoires :
Une activité anti-inflammatoire dose-dépendante du jus d’Ecballium elaterium a été mise en évidence chez la souris. Diverses fractions ont été isolées et c’est la cucurbitacine B qui possède cette activité in vitro.
Arslan et al ont montré que l’extrait du     fruit mûr d’E. elaterium pourrait jouer un rôle protecteur     dans la prévention et le traitement du sepsis (septicémie)     en diminuant la production d'interleukine 6 (IL-6), une     protéine pro-inflammatoire, et en réduisant les lésions hépatiques, et     pourrait influencer la translocation bactérienne en renforçant la fonction     de la barrière intestinale.
2) Propriétés anticancéreuses
Bien que préliminaires, certaines études ont suggéré que des extraits d'Ecballium     elaterium pourraient avoir des propriétés anticancéreuses. Touihri-Barakati et al ont montré que le traitement in vitro de     la lignée cellulaire du gliome humain glioblastome U87     avec l'huile de graines d'E. elaterium a     remarquablement réduit le nombre de cellules.
La contribution de certains composés mineurs identifiés dans l'huile de     graine d'E. elaterium n'est pas exclue. Dans ce     contexte, des données substantielles ont mis en évidence le potentiel anti-adhésion, antiprolifératifs et anti-angiogéniques des α-, γ- et δ-tocophérols. Outre les tocophérols, les phytostérols, à savoir le β-sitostérol     et le campestérol pourraient être considérés comme des contributeurs     potentiels à l'activité anticancéreuse de l'huile de graines d'E. elaterium.